# Sacrilegio
El sacrilegio es un acto o discurso que representa una falta de respeto por aquellos objetos, personas o símbolos que otros consideran sagrados. Se denomina sacrílego a quien lo comete, y si su acto constituye un crimen deliberado contra un objeto sagrado, se suele hablar de profanación. Las palabras sacrílegas, en cambio, se suelen denominar en un sentido más estricto como blasfemia.
- Comete sacrilegio personal el que insulta la persona de un sacerdote o en el ejercicio de sus funciones;
- Comete sacrilegio local el que profana lugares sagrados (altares, iglesias, cementerios, etc.);
- Comete sacrilegio real el que profana las cosas sagradas (los santos sacramentos, la Eucaristía, los santos Evangelios, los vasos sagrados, las reliquias, las cruces, las imágenes y los ornamentos).[1]

## Historia
Las nociones de sagrado y profano varían enormemente en el tiempo y según el grupo humano considerado, de tal manera que no existe sacrilegio objetivo.
Originariamente, el sacrilegio en el derecho romano se limitaba al robo de una cosa sagrada, pero durante la Edad Media, su sentido se extendió.